# Fusil ametrallador Oviedo
El fusil ametrallador Oviedo (FAO) es una copia española de las ametralladoras ligeras checoslovacas ZB vz. 26 y ZB vz. 30.

## Historia y desarrollo
En 1943, España ordenó 20.000 ametralladoras ZB vz. 30 a la Zbrojovka Brno bajo ocupación alemana, pero solo recibió 100 ametralladoras. Se decidió producir una copia en Oviedo. El primer prototipo fue construido en 1951 y se inició la producción. Hasta 1958 se produjeron 10.508 ametralladoras, de las cuales 700 fueron compradas por Egipto. En 1959, algunas fueron modificadas para disparar el cartucho 7,62 x 51 OTAN y ser alimentadas mediante una cinta de 50 cartuchos desde un tambor portacintas. Esta variante modificada, a veces utilizada sobre un trípode, era llamada FAO Modelo 59.

## Historial de combate
El FAO fue apodado Pepito, siendo empleado durante la guerra de Ifni contra el Ejército de Liberación Marroquí. Fue reemplazado por la MG 42/59 (MG1).